# 卡宾达共产主义委员会
卡宾达共产主义委员会（葡萄牙語：Comitê Comunista de Cabinda，缩写为CCC）是安哥拉卡宾达省历史上的一个激进分离主义组织，致力于争取卡宾达的独立。该组织成立于1988年，分裂自争取卡宾达飞地解放阵线。该组织由卡亚·穆罕默德·雅伊和杰拉尔多·佩德罗领导。